# Tour de China II 2018
La 15.ª edición del Tour de China II se celebró entre el 17 y el 23 de septiembre de 2018 con inicio en la ciudad de Langshan y final en la ciudad de Anshun en la República Popular China. El recorrido constó de un total de 6 etapas sobre una distancia total de 475,8 km.
La carrera hizo parte del circuito UCI Asia Tour 2018 dentro de la categoría 2.1 y fue ganada por el español Alejandro Marque del Sporting-Tavira. El ruso Artem Ovechkin del Terengganu y el australiano Kaden Groves del Mitchelton-BikeExchange, segundo y tercer clasificado respectivamente, completaron el podio.

## Equipos participantes
Tomaron la partida un total de 20 equipos, de los cuales 5 son de categoría Profesional Continental y 15 Continentales, quienes conformaron un pelotón de 116 ciclistas de los cuales terminaron 105. Los equipos participantes fueron:
| Equipos continentales profesionales (5)- Androni Giocattoli-Sidermec - Manzana Postobón - Nippo-Vini Fantini-Europa Ovini - Team Novo Nordisk - Wilier Triestina-Selle Italia Equipos continentales (15)- Beijing XDS-Innova Cycling Team - Bennelong-SwissWellness-Cervélo - H&R Block - Hengxiang Cycling Team - HKSI Pro Cycling Team - LKT Brandenburg - Minsk Cycling Club - Mitchelton-BikeExchange - Ningxia Sports Lottery-Livall - Qinghai Tianyoude - RTS-Monton Racing - Sporting-Tavira - Start-Gusto Cycling Team - Terengganu Cycling Team - Trevigiani Phonix-Hemus 1896 |
| |

## Recorrido
El recorrido consta de un prólogo, 4 etapas llanas y una contrarreloj individual.
| Etapa     | Fecha     | Recorrido           | type                    | Distancia (km) | Ganador               | Líder            |
| --------- | --------- | ------------------- | ----------------------- | -------------- | --------------------- | ---------------- |
| Prólogo   | 17 de sep | Langshan – Langshan | contrarreloj individual | 6,9            | Anthony Giacoppo      | Anthony Giacoppo |
| 1.ª etapa | 18 de sep | Ningyuan – Ningyuan | etapa llana             | 99,4           | Juan Sebastián Molano | Anthony Giacoppo |
| 2.ª etapa | 19 de sep | Fogang – Fogang     | etapa llana             | 128,4          | Anthony Giacoppo      | Anthony Giacoppo |
| 3.ª etapa | 20 de sep | Hengqin – Hengqin   | etapa llana             | 92             | Seid Lizde            | Anthony Giacoppo |
|           | 21 de sep | Día de descanso     | Día de descanso         |                |                       |                  |
| 4.ª etapa | 22 de sep | Anshun – Anshun     | contrarreloj individual | 21,3           | Artiom Ovechkin       | Alejandro Marque |
| 5.ª etapa | 23 de sep | Anshun – Anshun     | etapa llana             | 127,8          | Jakub Mareczko        | Alejandro Marque |

## Clasificaciones finales
Las clasificaciones finalizaron de la siguiente forma:

### Clasificación general
| \| Clasificación general \| Clasificación general \| Clasificación general \| Clasificación general \| Clasificación general \| \| Ciclista \| Ciclista \| Equipo \| Tiempo \| \| \| --------------------- \| ---------------------------- \| ------------------------------- \| --------------------- \| --------------------- \| \| 1.º \| Alejandro Marque \| Sporting-Tavira \| 10 h 24 min 05 s \| \| \| 2.º \| Artiom Ovechkin \| Terengganu Cycling Team \| + 0 s \| \| \| 3.º \| Kaden Groves \| Mitchelton-BikeExchange \| + 1 s \| \| \| 4.º \| Anthony Giacoppo \| Bennelong-SwissWellness-Cervélo \| + 2 s \| \| \| 5.º \| Seid Lizde \| Androni Giocattoli-Sidermec \| + 15 s \| \| \| 6.º \| Michael Freiberg \| Bennelong-SwissWellness-Cervélo \| + 18 s \| \| \| 7.º \| Matteo Spreafico \| Androni Giocattoli-Sidermec \| + 28 s \| \| \| 8.º \| Sindre Bjerkestrand Haugsvær \| H&R Block \| + 48 s \| \| \| 9.º \| Bernardo Suaza \| Manzana Postobón \| + 59 s \| \| \| 10.º \| Luke Mudgway \| H&R Block \| + 1 min 00 s \| \| |                              |                                 |                  |
| |                              |                                 |                  |
| Fuente: ProCyclingStats |                              |                                 |                  |
| Clasificación general |                              |                                 |                  |
| Ciclista | Ciclista                     | Equipo                          | Tiempo           |
| 1.º | Alejandro Marque             | Sporting-Tavira                 | 10 h 24 min 05 s |
| 2.º | Artiom Ovechkin              | Terengganu Cycling Team         | + 0 s            |
| 3.º | Kaden Groves                 | Mitchelton-BikeExchange         | + 1 s            |
| 4.º | Anthony Giacoppo             | Bennelong-SwissWellness-Cervélo | + 2 s            |
| 5.º | Seid Lizde                   | Androni Giocattoli-Sidermec     | + 15 s           |
| 6.º | Michael Freiberg             | Bennelong-SwissWellness-Cervélo | + 18 s           |
| 7.º | Matteo Spreafico             | Androni Giocattoli-Sidermec     | + 28 s           |
| 8.º | Sindre Bjerkestrand Haugsvær | H&R Block                       | + 48 s           |
| 9.º | Bernardo Suaza               | Manzana Postobón                | + 59 s           |
| 10.º | Luke Mudgway                 | H&R Block                       | + 1 min 00 s     |

### Clasificación por puntos
| Clasificación por puntos | Clasificación por puntos | Clasificación por puntos        | Clasificación por puntos | Clasificación por puntos |
| Ciclista                 | Ciclista                 | Equipo                          | Puntos                   |                          |
| ------------------------ | ------------------------ | ------------------------------- | ------------------------ | ------------------------ |
| 1.º                      | Kaden Groves             | Mitchelton-BikeExchange         | 25 pts                   |                          |
| 2.º                      | Marco Benfatto           | Androni Giocattoli-Sidermec     | 20 pts                   |                          |
| 3.º                      | Anthony Giacoppo         | Bennelong-SwissWellness-Cervélo | 18 pts                   |                          |
| 4.º                      | Seid Lizde               | Androni Giocattoli-Sidermec     | 12 pts                   |                          |
| 5.º                      | Michael Freiberg         | Bennelong-SwissWellness-Cervélo | 11 pts                   |                          |
| 6.º                      | Artiom Ovechkin          | Terengganu Cycling Team         | 10 pts                   |                          |
| 7.º                      | Juan Sebastián Molano    | Manzana Postobón                | 10 pts                   |                          |
| 8.º                      | Jakub Mareczko           | Wilier Triestina-Selle Italia   | 10 pts                   |                          |
| 9.º                      | Juan Felipe Osorio       | Manzana Postobón                | 9 pts                    |                          |
| 10.º                     | Jacopo Mosca             | Wilier Triestina-Selle Italia   | 9 pts                    |                          |

### Clasificación de la montaña
| Clasificación de la montaña | Clasificación de la montaña | Clasificación de la montaña   | Clasificación de la montaña | Clasificación de la montaña |
| Ciclista                    | Ciclista                    | Equipo                        | Puntos                      |                             |
| --------------------------- | --------------------------- | ----------------------------- | --------------------------- | --------------------------- |
| 1.º                         | Christofer Jurado           | Trevigiani-Phonix-Hemus 1896  | 6 pts                       |                             |
| 2.º                         | Jacopo Mosca                | Wilier Triestina-Selle Italia | 4 pts                       |                             |
| 3.º                         | Chen Mingrun                | Hengxiang Cycling Team        | 2 pts                       |                             |
| 4.º                         | Juan Felipe Osorio          | Manzana Postobón              | 2 pts                       |                             |
| 5.º                         | David Galarreta             | Amore & Vita-Prodir           | 2 pts                       |                             |
| 6.º                         | Sergio Higuita              | Manzana Postobón              | 1 pt                        |                             |
| 7.º                         | Choon Huat Goh              | Terengganu Cycling Team       | 1 pt                        |                             |
| 8.º                         | Moritz Malcharek            | LKT Team Brandenburg          | 1 pt                        |                             |

## Evolución de las clasificaciones
| Etapa                   | Vencedor                | Clasificación general | Clasificación por puntos | Clasificación de la montaña | Clasificación del mejor chino | Clasificación por equipos |
| ----------------------- | ----------------------- | --------------------- | ------------------------ | --------------------------- | ----------------------------- | ------------------------- |
| Prólogo                 | Anthony Giacoppo        | Anthony Giacoppo      | no otorgado              | no otorgado                 | Zhi Hui Jiang                 | Bennelong SwissWellness   |
| 1.ª                     | Juan Sebastián Molano   | Anthony Giacoppo      | Juan Sebastián Molano    | Jacopo Mosca                | Zhi Hui Jiang                 | Bennelong SwissWellness   |
| 2.ª                     | Anthony Giacoppo        | Anthony Giacoppo      | Anthony Giacoppo         | Christofer Jurado           | Zhi Hui Jiang                 | Bennelong SwissWellness   |
| 3.ª                     | Seid Lizde              | Anthony Giacoppo      | Anthony Giacoppo         | Christofer Jurado           | Zhi Hui Jiang                 | Bennelong SwissWellness   |
| 4.ª                     | Artem Ovechkin          | Alejandro Marque      | Kaden Groves             | Christofer Jurado           | Zhi Hui Jiang                 | Bennelong SwissWellness   |
| 5.ª                     | Jakub Mareczko          | Alejandro Marque      | Kaden Groves             | Christofer Jurado           | Zhi Hui Jiang                 | Bennelong SwissWellness   |
| Clasificaciones finales | Clasificaciones finales | Alejandro Marque      | Kaden Groves             | Christofer Jurado           | Zhi Hui Jiang                 | Bennelong SwissWellness   |

## UCI World Ranking
El Tour de China II otorga puntos para el UCI Asia Tour 2018 y el UCI World Ranking, este último para corredores de los equipos en las categorías UCI ProTeam, Profesional Continental y Equipos Continentales. Las siguientes tablas muestran el baremo de puntuación y los 10 corredores que obtuvieron más puntos:
| Posición              | 1.º | 2.º | 3.º | 4.º | 5.º | 6.º | 7.º | 8.º | 9.º | 10.º | 11.º | 12.º | 13.º-15.º | 16.º-25.º |
| Clasificación general | 125 | 85  | 70  | 60  | 50  | 40  | 35  | 30  | 25  | 20   | 15   | 10   | 5         | 3         |
| Por etapa             | 14  | 5   | 3   |     |     |     |     |     |     |      |      |      |           |           |
| Líder                 | 3   |     |     |     |     |     |     |     |     |      |      |      |           |           |

| Clasificación | Clasificación                | Clasificación               | Clasificación | Clasificación | Clasificación | Clasificación |
| Posición      | Ciclista                     | Equipo                      | General       | Etapa         | Líder         | Total         |
| ------------- | ---------------------------- | --------------------------- | ------------- | ------------- | ------------- | ------------- |
| 1.º           | Alejandro Marque             | Sporting-Tavira             | 125           | 5             | 3             | 133           |
| 2.º           | Anthony Giacoppo             | Bennelong SwissWellness     | 60            | 28            | 12            | 100           |
| 3.º           | Artem Ovechkin               | Terengganu                  | 85            | 14            | -             | 99            |
| 4.º           | Kaden Groves                 | Mitchelton-BikeExchange     | 70            | 13            | -             | 83            |
| 5.º           | Seid Lizde                   | Androni Giocattoli-Sidermec | 50            | 14            | -             | 64            |
| 6.º           | Michael Freiberg             | Bennelong SwissWellness     | 40            | 5             | -             | 45            |
| 7.º           | Matteo Spreafico             | Androni Giocattoli-Sidermec | 35            | 3             | -             | 38            |
| 8.º           | Sindre Bjerkestrand Haugsvær | H&R Block                   | 30            | -             | -             | 30            |
| 9.º           | Bernardo Suaza               | Manzana Postobón            | 25            | -             | -             | 25            |
| 10.º          | Luke Mudgway                 | H&R Block                   | 20            | -             | -             | 20            |